# Healy Park
Healy Park è uno stadio della Gaelic Athletic Association, situato nella città di Omagh, facente parte della contea di Tyrone, Irlanda del Nord. È il secondo impianto più grande della provincia dell'Ulster con la sua capienza di 25000 posti ed ospita le partite casalinghe di calcio gaelico del club Omagh St. Enda's e della rappresentativa della contea. È raggiungibile dal centro della città in 15 minuti di cammino.

## Storia
All'inizio del 1962 il club Omagh st. Enda's acquistò 13 acri di terra vicino alla Gortin Road. Fu possibile posare la prima pietra nel 1968, quando furono raccolti abbastanza fondi. I lavori terminarono nel 1972, anno in cui l'impianto fu aperto da Alf Murray, ex presidente della GAA. Il 19 ottobre 1980 l'impianto fu dedicato a Micheal Healy. Nel 1994 venne costruita la copertura per una delle quattro tribune.

### Ristrutturazione e piani futuri
I lavori iniziarono nel 2001 e si conclusero con la realizzazione di una nuova tribuna coperta, aperta al pubblico nel 2004, dotata di 5000 seggiolini. Nell'aprile 2006 l'impianto divenne il primo dell'intera provincia ad essere dotato di riflettori e, in aggiunta a ciò, vennero ammodernate le strutture per disabili, gli spogliatoi, e creata una vera e propria sala stampa.
La Tyrone GAA ha stanziato fondi per la realizzazione di un'ulteriore tribuna coperta, dotata di seggiolini, per un costo pari a 5 milioni di sterline. I lavori sono già in corso d'opera.